# Торбек, Отто
Отто Торбек (нем. Otto Thorbeck; 1912, Бжег — 1976, Штейн, Бавария) — немецкий юрист, штурмбаннфюрер СС, судья нацистского режима.

## Биография
В 1941 году Торбек был назначен главным судьёй СС и полицейского суда в Мюнхене, где прокурором служил штандартенфюрер СС Вальтер Хуппенкотен. 8 апреля 1945 года, по приказу Эрнста Кальтенбруннера, Торбек председательствовал на военном трибунале в концентрационном лагере Флоссенбюрг. Суд проходил без свидетелей, протоколов заседаний и защиты. В результате процесса к смертной казни через повешение были приговорены лютеранский пастор и деятель сопротивления  Дитрих Бонхёффер, генерал Ганс Остер, военный юрист Карл Зак, капитан Людвиг Гере и адмирал  Вильгельм Канарис. Казнь была осуществлена 9 апреля 1945 года, за две недели до освобождения лагеря американскими войсками.

### Послевоенная деятельность
После окончания Второй мировой войны Торбек работал адвокатом в Нюрнберге. В 1955 году суд присяжных в Аугсбурге признал его виновным в соучастии в убийстве и приговорил к четырём годам тюремного заключения. Однако 19 июня 1956 года Федеральный суд Германии отменил приговор, аргументируя это тем, что нацистский режим имел законное право казнить предателей. Лишь в 1996 году Государственный суд Берлина пересмотрел это решение и признал приговоры нацистских судов незаконными.